# 渡邊修

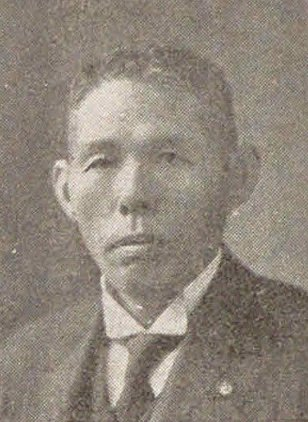
渡邊修

渡邊 修（わたなべ おさむ、安政6年12月10日（1860年1月2日） - 昭和7年（1932年）10月15日）は、明治期の官僚、政治家。正六位勲四等。

## 経歴
伊予国宇和郡岩谷村（現・愛媛県北宇和郡鬼北町）生まれ。15歳で宇和島に出て南洋学校に入り、1881年（明治14年）慶應義塾本科を優で卒業。中外商業新報記者となり1882年（明治15年）、農商務省御用掛となる。1884年（明治17年）外務省に転じ、1896年（明治29年）特許局審判員となり、後藤新平が逓信大臣となるや知遇を受けて逓信書記官となり、日清戦争の役の功により金五百円を下賜される。長崎郵便電信局長在任中の1902年（明治35年）9月、同年4月に市制施行した佐世保市の初代市長に就任したが市議会多数派との関係が円滑を欠いたこと等から1期務めたのみで1906年（明治39年）4月に退任した。市長在任中に郷里の愛媛県において衆議院議員（立憲政友会所属）に選出され7期務めた。
その他、愛国婦人会、日本赤十字社、大日本武徳会、水難救済会、大日本水産会、海員液済会等に携わり、大正11年には立憲政友会の支那視察団の団長として南北支那を見聞し、帝国経済会議員等も務めた。

## 栄典・授章・授賞
位階
- 1886年（明治19年）7月8日 - 従七位[2]

勲章等
- 1906年（明治39年）4月1日 - ・明治三十七八年従軍記章[3]